# Jaume Buch Vallverdú

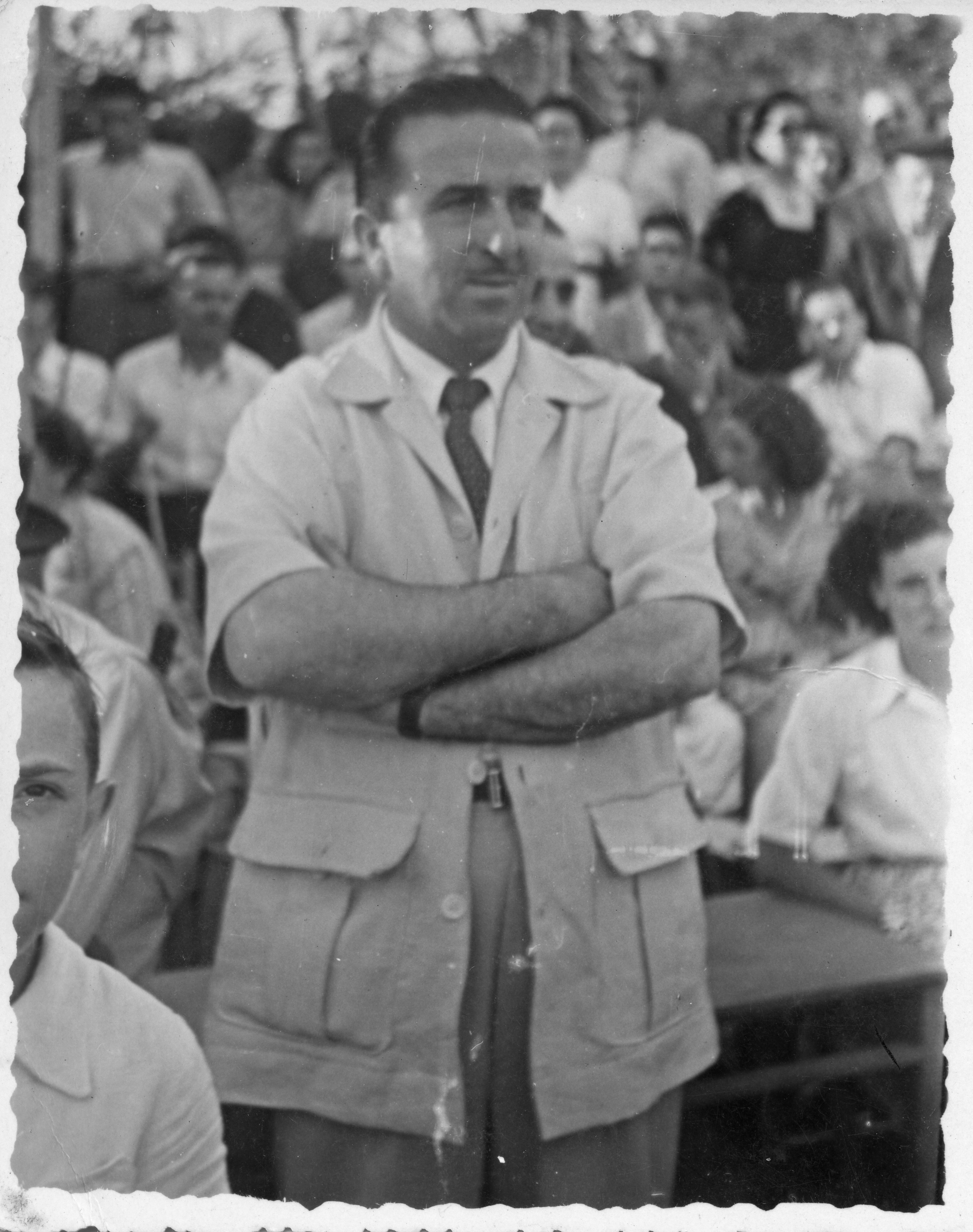
Jaume Buch Vallverdú l'any 1945.

Jaume Buch Vallverdú, de "cal Picapedrer", (també anomenat Santiago Buch Vallverdú) (Mataró, Maresme, 6 de juny de 1901 - Barcelona, 26 de juny de 1985) fou un comerciant català, alcalde del Masnou entre 1940 i 1953.
En acabar la Guerra Civil, l'any 1939, fou designat conseller gestor de la comissió gestora provisional de l'Ajuntament del Masnou. Un any després, per ordre del governador civil, es renovà la comissió gestora i fou nomenat alcalde del Masnou. Aquest càrrec comportava el de cap local de la Falange Española Tradicionalista y de las JONS (FET y JONS).
Durant el seu mandat es reconstruí l'església de Sant Pere, destruïda durant la guerra. L'església fou inaugurada el març de 1942, tot i trobar-se encara en fase de reconstrucció, i el febrer de 1944 s'inaugurà el campanar amb rellotge elèctric, sufragat pel marquès del Masnou. També començaren les gestions per a la construcció de la caserna de la Guàrdia Civil i d'un nou espigó, i s'endegà l'ampliació del mercat i de la Casa Benèfica, així com també s'iniciaren les obres dels habitatges unifamiliars de l'Obra Sindical del Hogar, del Grupo Santa Rosa, al final d'Ocata. L'any 1949 participà en el 50è aniversari Casa Benèfica.
El 27 gener, dia de l'ocupació per tropes franquistes del poble, quedà instituït com a dia festiu o festa major d'hivern amb el nom de Día de la Liberación. El dia 29 de gener de 1942, Francisco Franco, dins el seu recorregut per Catalunya, passà pel poble de camí a Mataró, efemèride per a la qual s'ornamentaren els carrers, i pocs mesos després, el 5 de novembre de 1942, Pilar Primo de Rivera visità al Masnou per inaugurar les Escuelas del Hogar. De nou, el 26 de maig de 1947, Franco feu una parada en el seu itinerari i fou rebut davant l'Ajuntament. L'any 1950, en el marc de la celebració del catorzè aniversari de l'Alzamiento Nacional, inaugurà oficialment l'alberg de la Sección Femenina de FET y JONS a la Torre Fontanills.
L'any 1951 creà la Galeria de Ilustres Próceres Masnouenses, amb retrats emmarcats per instal·lar a la sala consistorial, i es canvià l'escut i bandera municipal per afegir-hi la corona de marquès, procedent del marquès del Masnou i treure-hi l'àliga l'àguila de Sant Joan que s'havia afegit l'any 1939. El mateix acte es nomenà fill adoptiu del Masnou el marquès del Masnou, Camil Fabra Monteys. També creà el guardó de la Medalla de la Vila per condecorar a noms il·lustres de la vila. La primera medalla, en la categoria d'or, s'adjudicà a Francisco Franco, i la segona al Casino del Masnou.
Quan es compliren deu anys de l'alcaldia, una comissió de regidors, la FET y las JONS i les entitats del poble, li organitzà un acte d'homenatge, el dia 21 de setembre de 1950. En el transcurs de l'acte se li lliurà un àlbum amb cartes d'agraïment de particulars i entitats, un pergamí i la vara d'alcalde, en mig dels diferents discursos, entre ells del governador civil, que assistí a l'acte.
El 8 de març de 1953, el governador civil feu cessar l'alcalde Buch i el 10 d'abril de 1953 prenia possessió el nou alcalde Francisco Leonarte Ribera.
Es casà amb Mercè Pons i Torras i no tingué fills.